# Drelsdorf
Drelsdorf (północnofryz. Trölstrup, duń. Trelstorp) – gmina w Niemczech w kraju związkowym Szlezwik-Holsztyn, w powiecie Nordfriesland, wchodzi w skład urzędu Mittleres Nordfriesland.